# Abarth

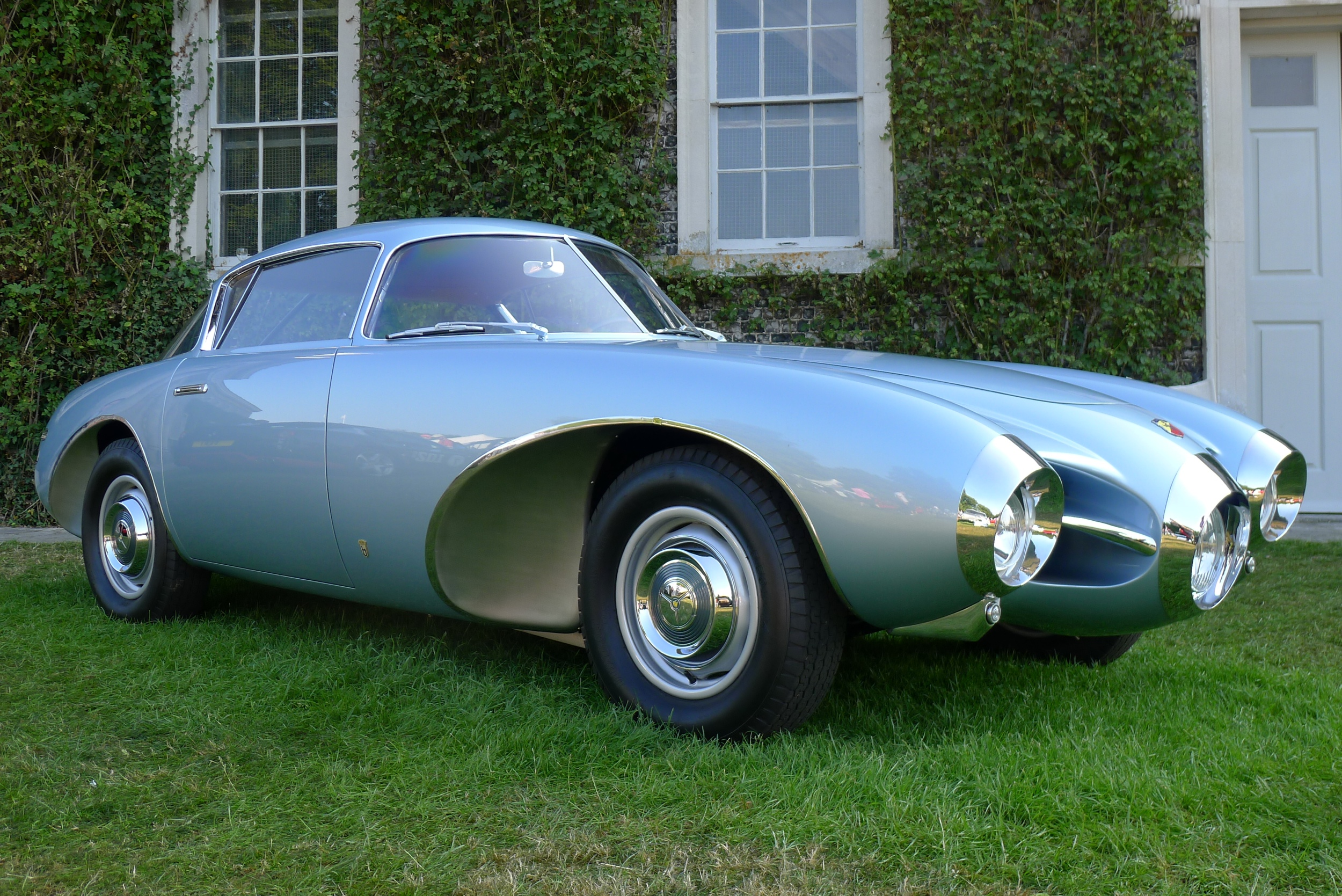
Abarth 1500 Biposto BAT 1, 1952.

Abarth & C. SpA est un constructeur et préparateur automobile, filiale du groupe Stellantis et fondé le 31 mars 1949 à Turin par Carlo Abarth. Né Karl Abarth à Vienne le 15 novembre 1908, ce dernier adoptera définitivement le prénom de Carlo après la Seconde Guerre mondiale lorsqu'il s'installera en Italie dans les faubourgs de Turin, à proximité des usines de Fiat et de Lancia, pour fonder sa société de préparation de voitures pour la course qui fabriquera en grande série surtout des modèles Fiat.
Le succès des productions de l'entreprise et sa renommée est due aux pots d'échappement, produits pour un grand nombre d'autres voitures, notamment Fiat, Alfa Romeo, Lancia, Gordini et Porsche. Les plus célèbres élaborations Abarth furent les Fiat Abarth 595 SS et 695 SS. La dernière voiture à laquelle Abarth a collaboré fut l'Autobianchi A112 Abarth.
Le symbole fétiche de l'entreprise, qui est également repris dans son logo, est le scorpion, signe du zodiaque de son fondateur, et orne toutes les voitures de compétition de la marque, dont les premières réalisées sur les bases de modèles Cisitalia.

## Les débuts d'Abarth
Au lendemain de la Seconde Guerre mondiale, l'économie de l'Italie, comme celles de quasiment tous les pays ayant participé au conflit, connaît des difficultés et notamment le secteur de la construction automobile. De nombreuses marques n'ont pas survécu aux six années de guerre. Les compétitions étaient strictement contrôlées et limitées. C'est à cette époque que la marque Cisitalia était apparue et s'était adjointe les compétences d'un jeune préparateur. Après la disparition de ce constructeur, Abarth réutilisa quelques voitures Cisitalia invendues qu'il racheta. Sa principale activité et source de financement, pour sa division préparation et courses, sera la production d'accessoires comme les fameux pots d'échappement Abarth à la sonorité incomparable.
C'est à partir de la transformation des Fiat 600 puis des Fiat 500 que les transformations et élaborations Abarth ont acquis leurs lettres de noblesse et leur réputation.

## Les premières transformations et dérivés
Carlo Abarth, comme il aimait se définir, était un vrai créateur d'automobiles « élaborées mais pas préparées ». C'est en effet grâce aux kits de transformation pour la Fiat 600 qu'Abarth fit ses plus grands pas vers le chemin de la gloire. Cette idée lui vint alors qu'il présentait à la presse la première voiture de série badgée Abarth, la « Fiat 600 dérivation Abarth 750 ». Comme on l'imagine à la lecture de son nom, la première intervention fut effectuée sur la cylindrée, tout en maintenant l'implantation mécanique et tous les composants principaux de la berline de série, même la coque, qui, par exemple, dans la version spéciale aérodynamique carrossée par Pininfarina, établit plusieurs records internationaux.

## Les voitures

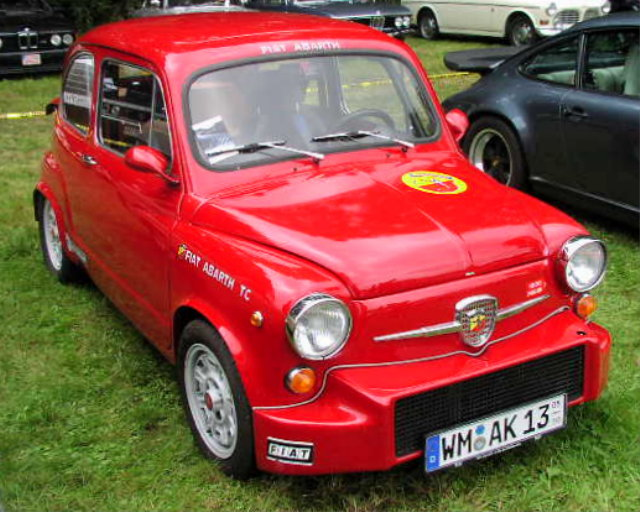
Une Fiat 600 préparée par Abarth : la 850 TC.

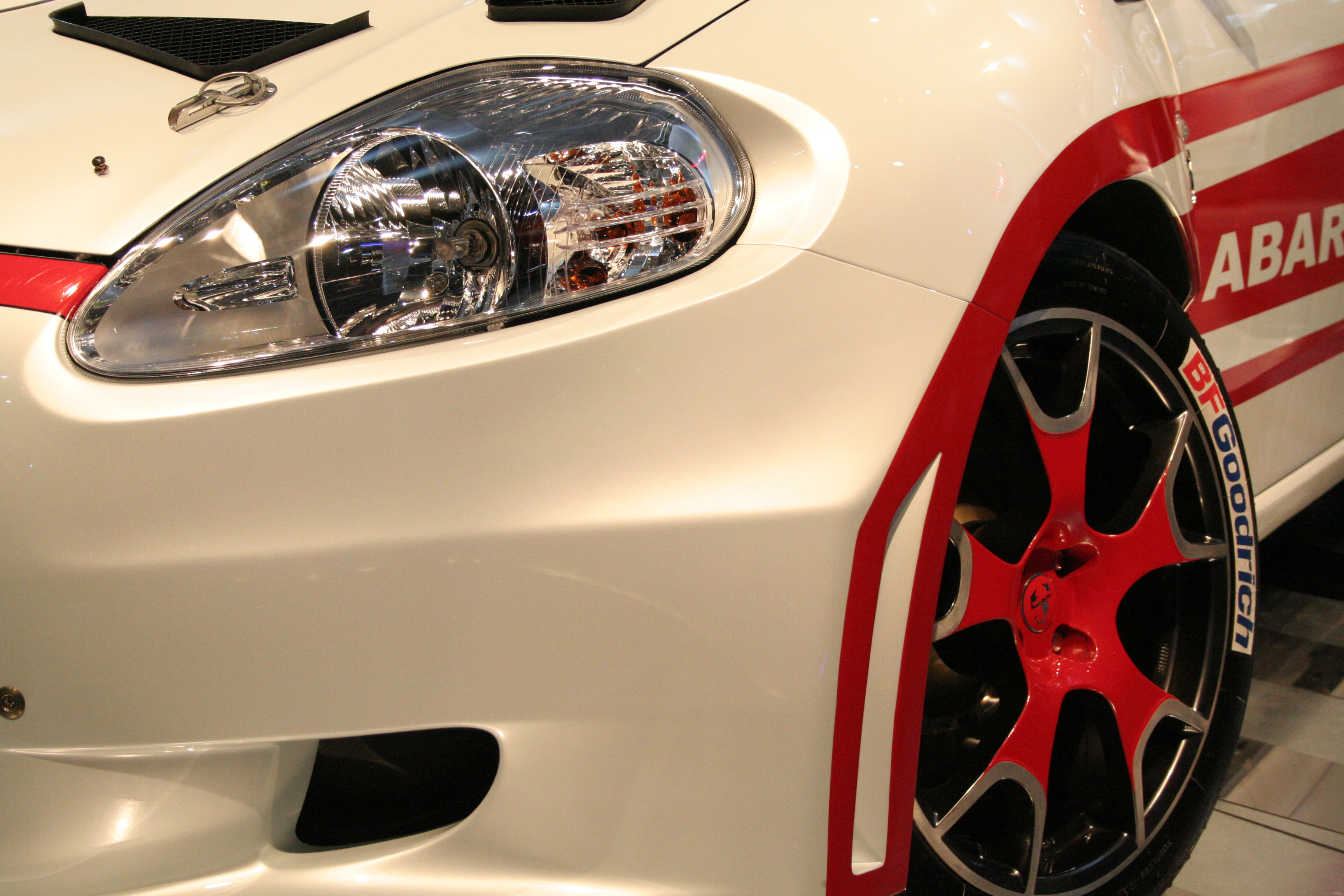
Un détail de la Fiat Grande Punto Abarth

Les premières Fiat Abarth dérivées de la normale Fiat 600 furent particulièrement renommées et appréciées par les jeunes générations de l'époque[réf. nécessaire] : la Fiat-Abarth 750 dont la production débuta en 1956. Très rapidement le kit de transformation est commercialisé pour les automobilistes les plus chevronnés voulant opérer directement sur la voiture.
À la fin de l'année 1960, Abarth commence la fabrication de l'Abarth 850 TC (pour « Turismo Competizione »), qui restera au catalogue jusqu'en 1966. Fiat fournissait directement à Abarth les coques des Fiat 600 sans les parties mécaniques traitées par Abarth comme les arbres moteur, les freins, le carburateur et l'échappement, qui étaient montés directement dans les ateliers Abarth lors de la transformation de Fiat 600 en Abarth 850 TC (l'Abarth 850 TC n'est pas une Fiat 850 transformée mais bien une Fiat 600 recevant un moteur porté à 850 cm3). 
Au cours de l'année 1962, deux versions de la 850 TC sont réalisées :
- la TC Nürburgring, dont le moteur développait 55 ch CUNA à 6 500 tr/min. Cette version fut construite pour célébrer la victoire obtenue en 1961 par une Abarth 850 aux 500 km du Nürburgring,
- la TC/SS, dont le moteur développait 57 ch CUNA à 6 500 tr/min. Vers la fin de 1962, cette version a été rebaptisée « 850 TC Nürburgring Corsa ».

L'entreprise reste indépendante jusqu'en 1971, année où elle est reprise par le géant Fiat Auto. À partir de ce moment-là, Abarth devient la référence des versions sportives des différentes marques du groupe, et notamment Autobianchi. Une importante collaboration intervint dès l'avant projet avec Lancia, en collaboration avec la carrosserie Pininfarina, pour la réalisation de la Lancia Rally 037.
L’écurie de course Abarth sera vendue à Enzo Osella et Abarth deviendra ensuite officiellement le département « sport » de la maison mère Fiat. C’est ainsi que certains modèles Fiat, Lancia et Autobianchi (toutes ces marques appartenant à Fiat Auto) furent co-signés Abarth.
Début 2007, la direction de Fiat Group Auto décide de relancer la marque Abarth avec la Grande Punto Abarth, qui reprend le nom prestigieux du département sport de Fiat. D'autres versions vont suivre comme les nouvelles 500 Abarth qui disposent d'une mécanique de 135 ch.

## Fiat-Abarth 850 TC stradale
Fiche technique : 
- Moteur : 4 cylindres en ligne, monté à l'arrière, refroidi par eau,
- Alimentation par un carburateur Solex 32 PBIC,
- Cylindrée : 847 cm3, alésage 62,5 mm × course 69 mm,
- Puissance : 52 ch CUNA à 5 800 tr/min, 2 soupapes par cylindre.
- Transmission : propulsion arrière, boîte à 4 rapports mécaniques,
- Carrosserie : coque Fiat 600, 2 portes, 4 places,
- Freins : avant à disque, arrière à tambours,
- Suspensions à roues indépendantes,
- Vitesse maxi déclarée : 140 km/h.

En 1962, la Fiat-Abarth 850 TC fut complétée par une version Fiat-Abarth 1000 TC, qui était toujours dérivée de la Fiat 600, mais équipée d'un moteur de 982 cm3 développant 60 ch CUNA. Une autre version est la 850 TC groupe 5, réalisée en 1968 pour les courses. Son moteur comportait des soupapes radiales et développait 93 ch.
Abarth fabriqua de nombreuses versions des modèles Fiat en version sportive et notamment l'Autobianchi A112 Abarth.

## Abarth et la compétition en 2014
Bien que la marque ait disparu, le nom Abarth est toujours synonyme de préparation automobile sportive. Fiat Auto l'a un peu ressuscitée en 2007 avec les versions Fiat Grande Punto et Fiat 500 Abarth. D'autres développements semblent en préparation.
Par contre, la division moteurs Abarth est toujours active et prolifique. Ainsi, elle a été retenue le 4 novembre 2014 par la Fédération allemande de sport automobile pour équiper les voitures engagées en Formule 4 ADAC. Le moteur choisi est le Fiat Abarth 1,4 L T-Jet développant 160 ch qui sera monté sur les monoplaces construites par la société italienne Tatuus. La première compétition avec cette configuration a eu lieu du 17 au 19 avril 2015 sur le circuit de Oschersleben.

## La gamme Abarth

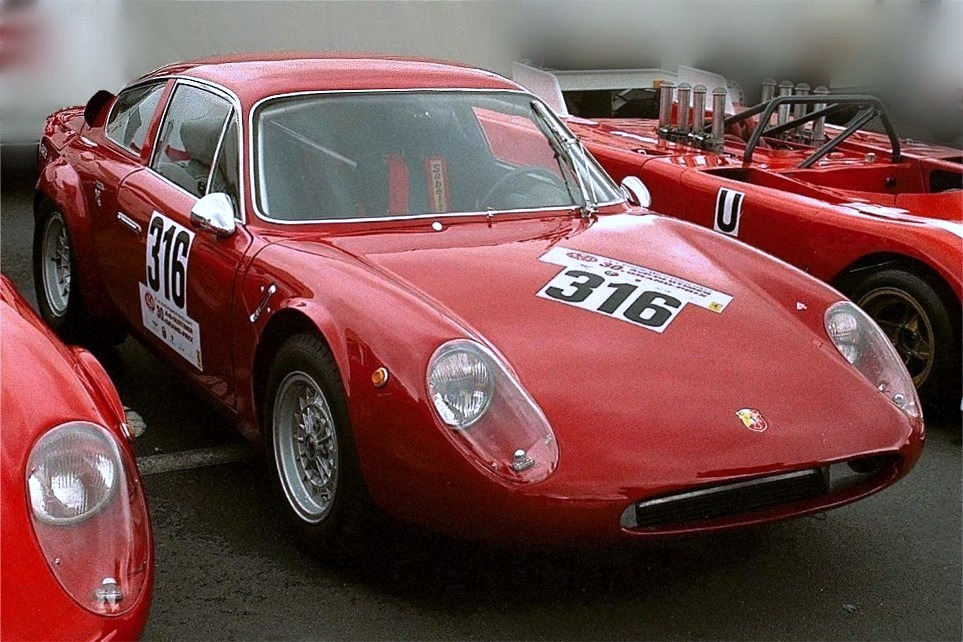
Abarth-Simca 1300 de 1962

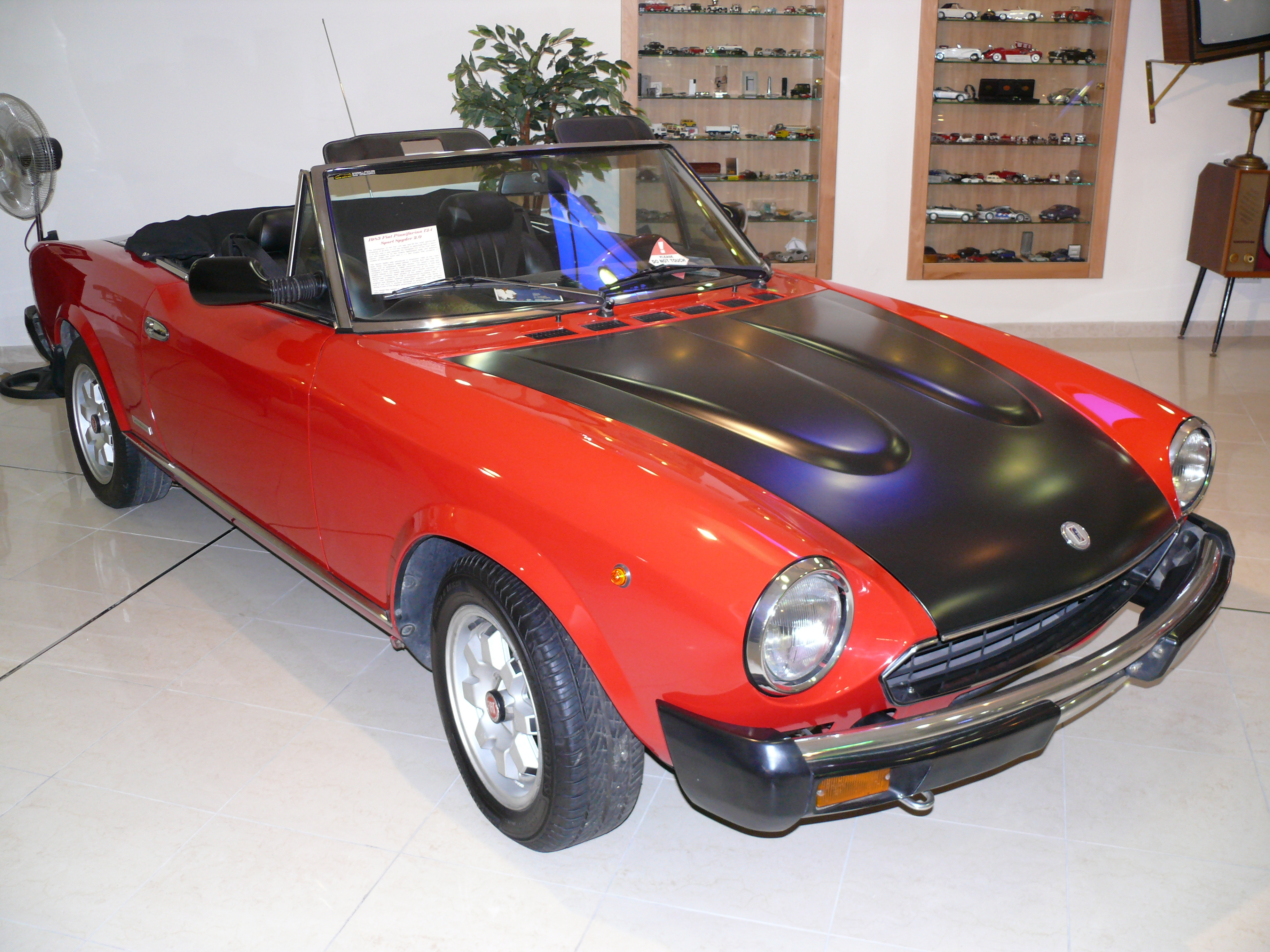
Pininfarina Spidereuropa 2.0 Abarth, 1983

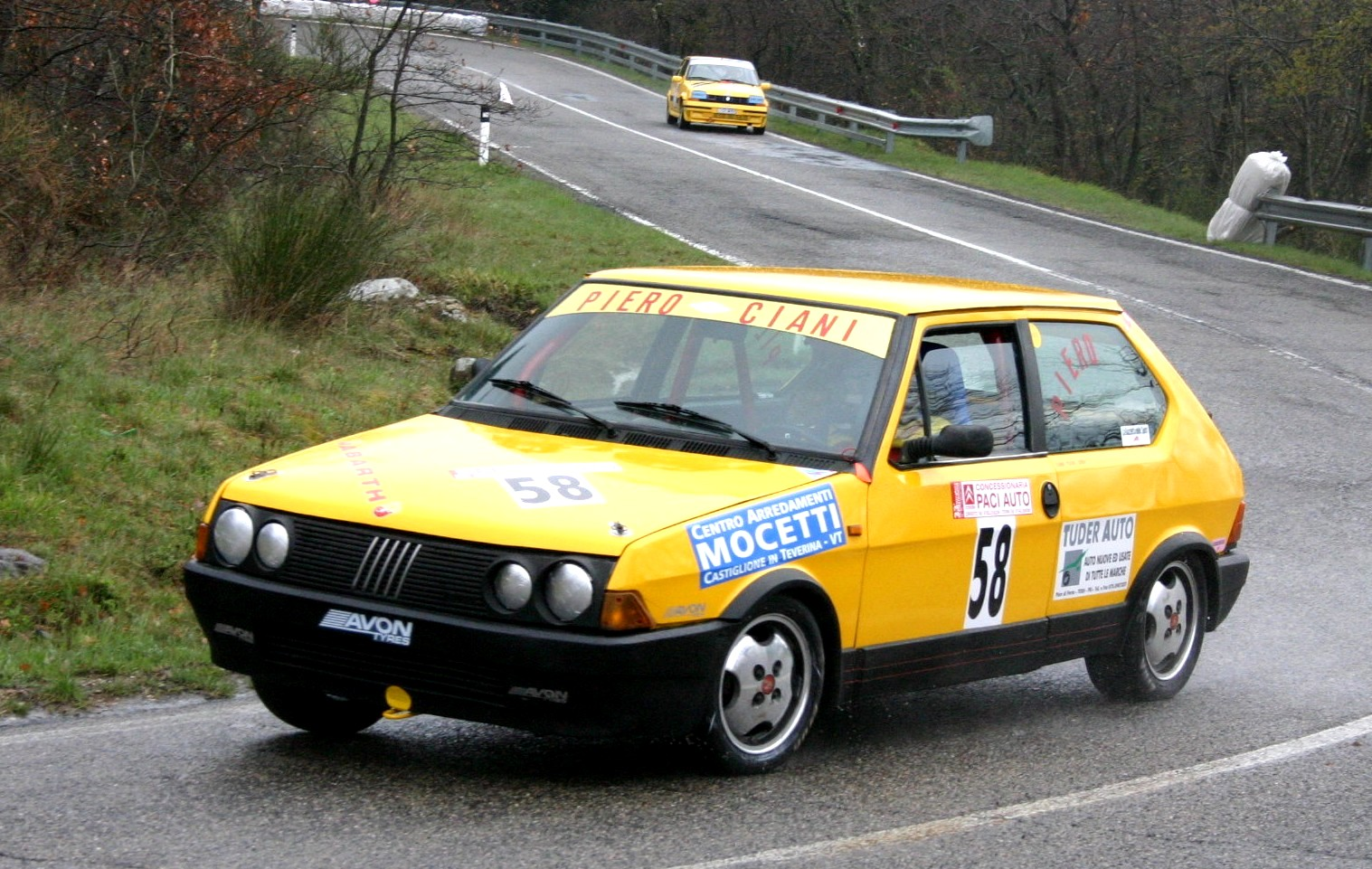
Fiat Ritmo Abarth

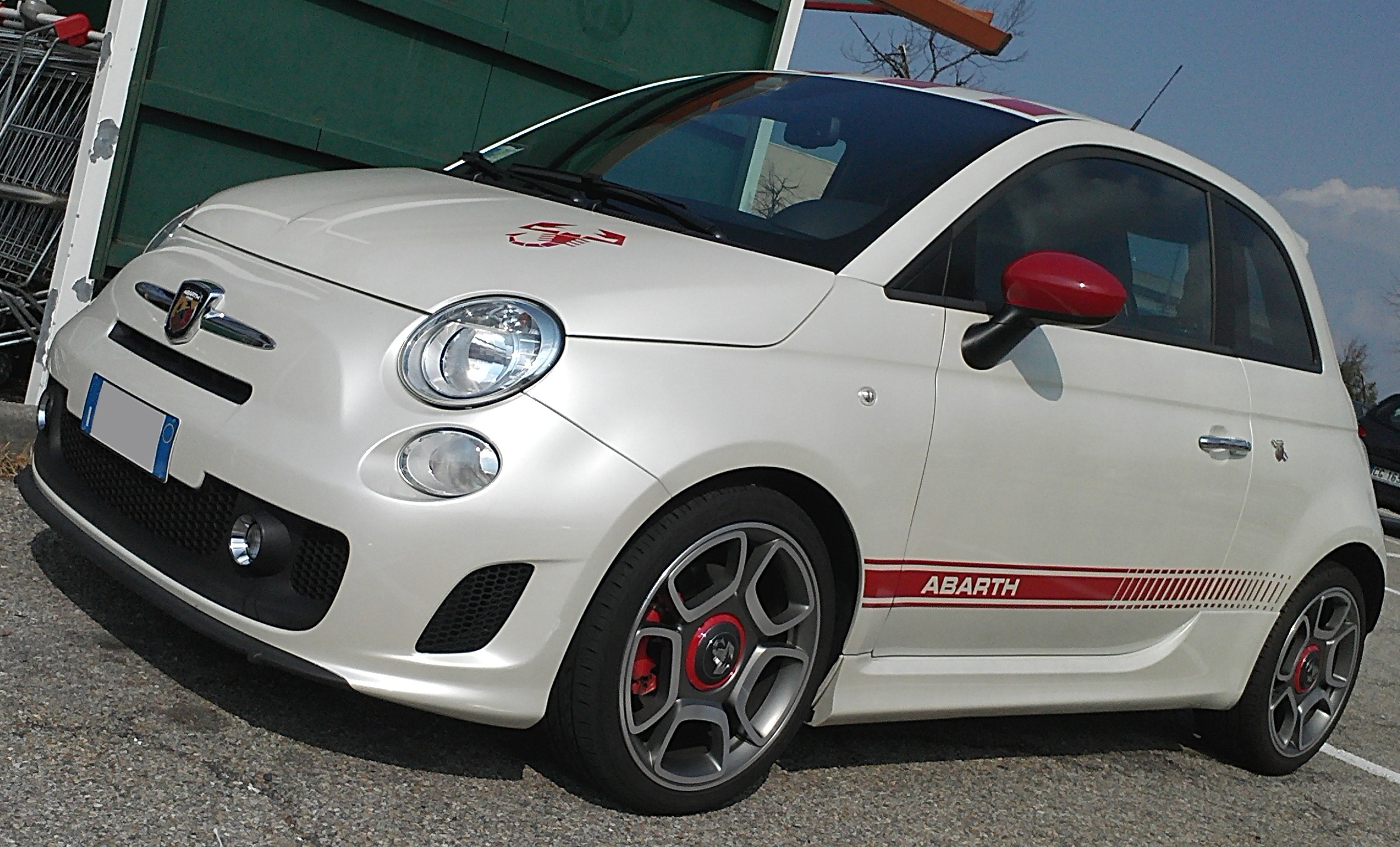
Fiat 500 Abarth

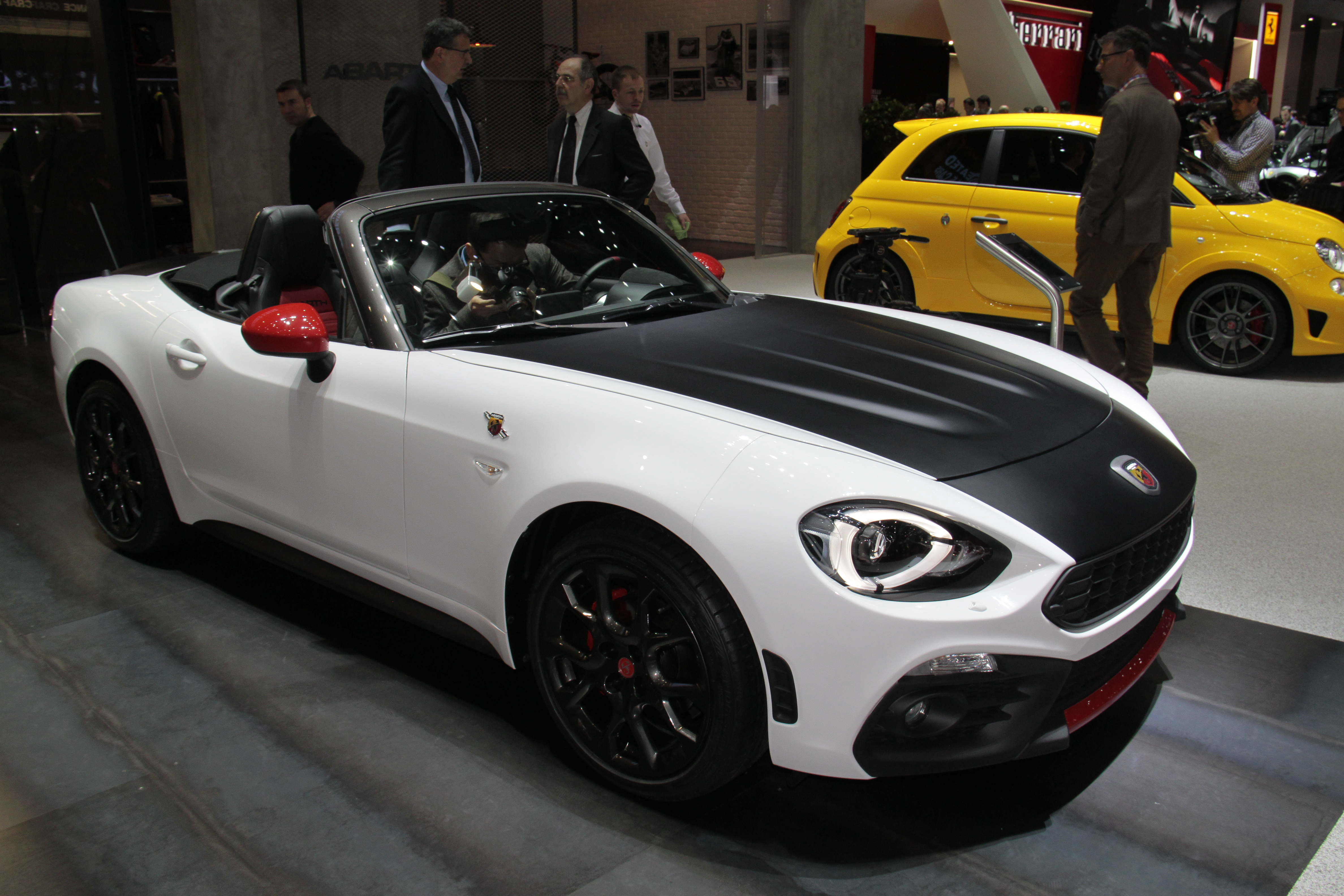
Abarth 124 spider2016.

### Voitures de série
- 1952 - 1500 Coupe Bosse
- 1953 - 103 GT Coupe Ghia
- 1954 - Coupe Sport 2000 Ghia
- 1956 - Fiat 750 Abarth
- 1956 - Fiat 750 TC carrosserie Viotti
- 1957 - Fiat 500 Kit Abarth
- 1957 - Fiat 500 Zagato
- 1958 - Alfa Romeo 1000
- 1958 - Alemano Spyder
- 1959 - Fiat 1600
- 1959 - Spider Riviera

- 1960 - Coupe Record Monza
- 1960 - Coupe Scorpione
- 1960 - Coupe Sestriere
- 1960 - Porsche 356/B Carrera GTL Abarth
- 1960 - Fiat 2200 Coupe
- 1960 - Fiat 2200 Spider
- 1961 - Fiat 1600 Coupe
- 1961 - Fiat 2400 Cabriolet
- 1961 - Fiat 2400 Coupe
- 1961 - Mono 1000
- 1962 - Abarth-Simca 1300 GT
- 1963 - Fiat 595 SS Abarth / 695 SS
- 1962 - Abarth-Simca 2000 GT
- 1963 - Simca Abarth 1150
- 1964 - Fiat Abarth 850 OT - sur une base Fiat 850 Berline & Coupè
- 1971 - Fiat 124 Abarth
- 1971 - Autobianchi A112 Abarth
- 1976 - Fiat 131 Abarth
- 1982 - Fiat Ritmo Abarth 125/130 TC
- 2000 - Fiat Bravo Abarth
- 2001 - Fiat Stilo Abarth 2,4 L 170 ch
- 2008 - Fiat Grande Punto Abarth
- 2008 - Fiat 500 Abarth
- 2008 - Opening Edition
- 2009 - Abarth Zerocento
- 2010 - Fiat Abarth 695 Tributo Ferrari
- 2010 - Fiat 500C Abarth
- 2010 - Fiat Punto Evo Abarth
- 2011 - Abarth Cabrio Italia
- 2012 - Punto scorpione
- 2012 - Abarth 695 édition Maserati
- 2013 - Abarth 595 50° Anniversario
- 2016 - Abarth 695 Biposto Record
- 2017 - Fiat 124 Spider Abarth
- 2017 - Abarth 695 Rivale 175 Anniversary
- 2017 - Abarth 695 XSR édition YAMAHA
- 2019 - Abarth 695 70° Anniversario
- 2020 - Abarth 595 Scorpioneoro
- 2020 - Abarth 595 Monster Energy Yamaha
- 2021 - Abarth 695 Esseesse
- 2023 - Abarth 500e
- 2024 - Abarth 600e

### Concept car
- 1998 - Stola Monotipo
- 2011 - Scorp-Ion

### Voitures de course
- 1950 - 204A Corsa
- 1951 - 205A Berlinetta GT
- 1955 - base Fiat 600
- 1956 - Fiat 750TC Zagato
- 1958 - Bialbero
- 1963 - Abarth OT berlina
- 1964 - Simca 2000 Abarth
- 1966 - Fiat Abarth OT 2000
- 1971 - Autobianchi A112 Abarth Corsa
- 1971 - Fiat 124 Abarth Rally
- 1976 - Fiat 131 Abarth Rally
- 1982 - Lancia 037
- 1985 - Fiat Uno Abarth
- 1996 - Fiat Punto Abarth (engagement en rallye)
- 2006 - Fiat Grande Punto Abarth (engagement en rallye)
- 2016 - Abarth 124 Rally R-GT

### Modèles en production
- Abarth 500e
- Abarth 600e

## Distribution
En 2015, Abarth est distribué uniquement dans certains pays d'Europe :
- Allemagne
- Autriche
- Belgique
- Espagne
- France
- Italie
- Luxembourg
- Pays-Bas
- Pologne
- Portugal
- Royaume-Uni
- Suisse
- Suède

## Résultats aux 24 heures du Mans
| Année | Écurie               | Châssis | Numéro | Catégorie | Pilotes                            | Résultats |
| ----- | -------------------- | ------- | ------ | --------- | ---------------------------------- | --------- |
| 1963  | Sarayac              | 1000 SP | 55     | P         | Guy Sarayac Lucien Barthe          | Abandon   |
| 1963  | Jean Georges Branche | 850 TC  | 58     | P         | Claude Dubois Jean Georges Branche | Abandon   |
| 1967  | Écurie du Maine      | 1300 OT | 64     | S         | Jean Mesange Marcel Martin         | 16e       |